# Homosaundersia rufa
Homosaundersia rufa là một loài ruồi trong họ Tachinidae.